# Mitsubishi Orion
Двигатели Mitsubishi серии 4G1 или Orion — рядные четырёхцилиндровые двигатели, производящиеся Mitsubishi Motors с 1970 года, совместно с двигателями Astron, Sirius и Saturn. Впервые был установлен на Colt в 1978 году. Объёмы двигателей серии от 1,2 до 1,6 литров.

## 4G11
Двигатель 4G11 объёмом 1,2 литра (1244 куб.см) с диаметром цилиндра и ходом поршня 69,5 мм x 82,0 мм.
Двигатель устанавливался на:
- Mitsubishi Colt/Mirage
- Mitsubishi Lancer (A70) (апрель 1977 — март 1979)
- Mitsubishi Lancer EX (ноябрь 1979—1983)

## 4G12
Двигатель 4G12 объёмом 1,4 литра (1410 куб.см) с диаметром цилиндра и ходом поршня 74,0 мм x 82,0 мм. 4G12 первым получил технологию Mitsubishi MD (модулируемый объём), позволяющую уменьшать объём цилиндра и экономить топливо.
Двигатель устанавливался на:
- Mitsubishi Colt/Mirage
- Mitsubishi Lancer EX
- Mitsubishi Tredia/Cordia
- Dodge Colt

## 4G13
Двигатель 4G13 объёмом 1,3 литра (1298 куб.см) — однораспредвальный 12-клапанный, мощностью 73 л.с., с диаметром цилиндра и ходом поршня 71,0 мм x 82,0 мм. В странах Персидского залива, достигалась мощность в 90 л.с. при 6000 об/мин.
Двигатель устанавливался на:
- Mitsubishi Carisma
- Mitsubishi Colt/Mirage
- Mitsubishi Dingo
- Mitsubishi Lancer
- Hyundai Excel
- Mitsubishi Space Star
- CMC Veryca 1,3 л
- Proton Saga
- Proton Wira
- Proton Satria
- Zotye Nomad

## 4G15
Однораспредвальный двигатель 4G15 объёмом 1,5 литра (1468 куб.см) с диаметром цилиндра и ходом поршня 75,5 мм x 82,0 мм. Версия 4G15 производилась с бензиновым мульти-впрыском. На модели Mirage 1993 года мощность двигателя составила 92 л.с. (69 кВт). DOHC 4G15 выдавал 110 л.с. и 137 Нм крутящего момента. Другие DOHC-версии комбинировали GDI инжектор и выдавали 100 л.с. и 137 Нм момента. Существовал также очень редкий DOHC 16-клапанный вариант 110 л.с. при 6000 об/мин. DOHC MIVEC турбо-вариант двигателя, находящийся в производстве на сегодняшний день (4G15T), и устанавливаемый на Mitsubishi Colt, выдает 163 л.с. (122 кВт) на последней Colt Version-R. Самая мощная же версия этого двигателя устанавливалась на Brabus Smart Forfour, общей мощностью 177 л.с. 4G15 известен как один из долгоживущих японских двигателей, кроме того, на одном из седанов Mirage в 1998 году был зафиксирован пробег в 997 тыс. миль (1,6 млн км).
Двигатель устанавливался на:
- Mitsubishi Colt
- Mitsubishi Colt T120SS (с 1991 года, Индонезия, 86 л.с.)
- Mitsubishi Maven
- Mitsubishi Mirage (1995—2002, США)
- Mitsubishi Lancer
- Mitsubishi Dingo
- BYD F3 (2007—2011 модельные годы 4G15S, EFI)
- Dodge Colt
- Eagle Summit
- Hyundai Excel
- Proton Saga
- Proton Wira
- Proton Satria
- Soueast V3 Lingyue
- Smart Forfour
- Zotye Nomad
- Jac S3

## 4G16
Двигатель 4G16 имеет объём 1,2 литра (1198 куб.см), диаметр цилиндра и ход поршня 68,2 мм х 82,0 мм. Этот двигатель был доступен в основном на европейских рынках, где он подходил под местные правила налогообложения.
Двигатель устанавливался на Mitsubishi Colt/Mirage и Mitsubishi Lancer.

## 4G17
Двигатель 4G17 имеет объём 1,3 литра (1343 куб.см). Это SOHC 12-клапанный двигатель. Диаметр цилиндра и ход поршня 72,2 мм х 82,0 мм. Мощность карбюраторного двигателя 78 л.с. (57 кВт) при 6000 об/мин, крутящий момент 107 Нм при 3500 об/мин.
Двигатель устанавливается с 1991 года на Mitsubishi Colt T120SS (Индонезия).

## 4G18
Однораспредвальный двигатель 4G18 объёмом 1,6 литра (1584 куб.см) с диаметром цилиндра и ходом поршня 76,0 мм x 87,3 мм. Инжекторный двигатель с четырьмя клапанами на цилиндр. Мощность двигателя 105 л.с. при 6000 об/мин (ближневосточная модель), 122 л.с. при 6000 об/мин (персидская версия), 98 л.с. и 150 Нм момента (европейская версия). На двигателе используется система COP (Coil-On-Plug, также известная как Plug-top coil).

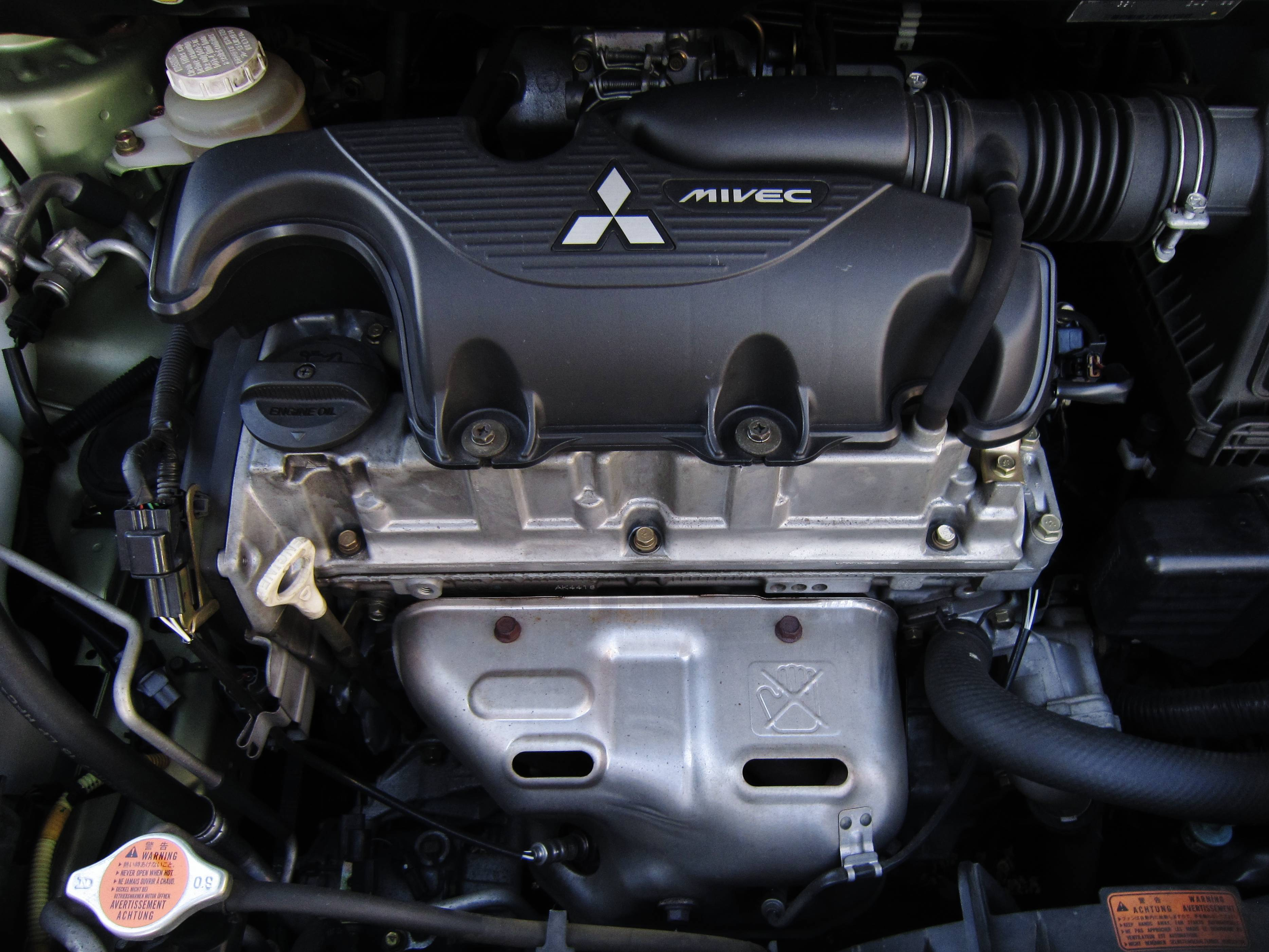
Двигатель 4G19 на Mitsubishi Colt 2003 года

Двигатель устанавливался на:
- Mitsubishi Colt Plus (Тайвань)
- Mitsubishi Kuda
- Mitsubishi Lancer
- Mitsubishi Space Star
- Foton Midi (2010—2011)
- Hafei Princip, Saima, Simbo
- Proton Waja
- Zotye nOMAD (2007—2009, 78 кВт)
- BYD F3

## 4G19
DOHC MIVEC двигатель 4G19 объёмом 1,3 литров имеет по четыре клапана на цилиндр. Мощность двигателя 90 л.с. (66 кВт) при 5600 об/мин и крутящий момент 121 Нм при 4250 об/мин. Он производится с 2002 года, устанавливался на новые Mitsubishi Colt того времени.